# 黃俊傑 (棒球運動員)
黃俊傑（1967年8月12日—）為台灣的棒球選手之一，曾經效力於中華職棒時報鷹隊，守備位置為三壘手，後來因為職棒簽賭案遭到中華職棒終身禁賽，其胞兄為黃煚隆。

## 經歷
- 台中市太平國小少棒隊（入選金龍少棒隊）
- 台北市華興中學青少棒隊
- 台北市華興中學青棒隊
- 台北縣輔仁大學棒球隊（養樂多）
- 中華職棒時報鷹隊（1993年－1997年）
- 台北縣凱盟棒球隊（乙組）
- 台中市向上國中青少棒隊教練
- 台中市棒球委員會裁判長
- 苗栗縣育達商業技術學院兼任講師
- 台中市僑光技術學院體育室
- 台中市逢甲大學棒球隊教練
- 台中市逢甲大學兼任助理教授

## 職棒生涯成績
| 年度   | 球隊   | 出賽 | 打數 | 安打 | 全壘打 | 打點 | 盜壘 | 四死 | 三振 | 壘打數 | 雙殺打 | 打擊率 |
| ------ | ------ | ---- | ---- | ---- | ------ | ---- | ---- | ---- | ---- | ------ | ------ | ------ |
| 1993年 | 時報鷹 | 60   | 164  | 41   | 0      | 15   | 0    | 9    | 13   | 48     | 5      | 0.250  |
| 1994年 | 時報鷹 | 72   | 174  | 39   | 0      | 14   | 2    | 9    | 15   | 47     | 5      | 0.224  |
| 1995年 | 時報鷹 | 70   | 200  | 58   | 0      | 25   | 0    | 3    | 16   | 65     | 2      | 0.290  |
| 1996年 | 時報鷹 | 64   | 142  | 28   | 1      | 7    | 1    | 12   | 18   | 36     | 1      | 0.197  |
| 1997年 | 時報鷹 | 36   | 84   | 17   | 0      | 7    | 0    | 4    | 11   | 20     | 3      | 0.202  |
| 合計   | 5年    | 301  | 1109 | 183  | 1      | 68   | 3    | 37   | 73   | 213    | 16     | 0.240  |

## 特殊事蹟
- 1986年，75年國慶杯成棒賽個人精神獎。
- 1988年，77年甲組成棒秋季聯賽美技獎。
- 1996年9月22日，在新竹棒球場出戰味全龍隊，於8局下半面對洪佩臻擊出左外野方向陽春全壘打，為職棒生涯首轟也是唯一一轟。
- 2018年，第十八屆印尼雅加達亞運棒球項目金牌戰的主審[1]